# Jessica Lucas
Jessica Lucas, född 24 september 1985 i Vancouver, British Columbia, är en kanadensisk skådespelare.
Lucas har haft roller i serier som 2030CE som sändes på Barnkanalen sommaren 2006 och Life As We Know It som sänts i kanal 5. Hon har även haft roller i filmer, till exempel rollen som Yvonne i filmen She's the Man som gick på bio 2006. Hon gjorde även en stor roll i filmen Cloverfield.